# Liste der denkmalgeschützten Objekte in Moosbach (Oberösterreich)
Die Liste der denkmalgeschützten Objekte in Moosbach enthält die 4 denkmalgeschützten, unbeweglichen Objekte der Gemeinde Moosbach im Bezirk Braunau am Inn.

## Denkmäler
| Foto  |                 | Denkmal                                                                    | Standort                                 | Beschreibung | Metadaten |
| ----- | --------------- | -------------------------------------------------------------------------- | ---------------------------------------- | --- | --- |
| ja    | Datei hochladen | Viereckschanze HERIS-ID: 45289 Objekt-ID: 46516                            | bei Hufnagl 7 Standort KG: Waasen        | Die etwa 40 × 50 m große Anlage bei Hufnagl in der Flur Burgstall Schloßberg ist an der West- und Nordseite von Wall und Graben eingefasst. Die früher für latènezeitlich oder spätkeltisch gehaltene Schanze ist nach neuen Erkenntnissen neuzeitlichen Ursprungs, auch wenn ihre Einordnung in den historischen Kontext noch aussteht. | BDA-Hist.: Q38014907 Status: Bescheid Stand der BDA-Liste: 2025-06-30 Name: Viereckschanze GstNr.: 88/166                                                                |
| ja    | Datei hochladen | Kath. Pfarrkirche hl. Petrus und Friedhof HERIS-ID: 52409 Objekt-ID: 59116 | Moosbach Standort KG: Waasen             | Ein gotischer Sakralbau mit einer vorwiegend neogotischer Einrichtung aus den Jahren 1902 bis 1906. Der Westturm wurde 1766 erhöht und eine barocke Zwiebelhaube aufgesetzt. | BDA-Hist.: Q26207103 Status: § 2a Stand der BDA-Liste: 2025-06-30 Name: Kath. Pfarrkirche hl. Petrus und Friedhof GstNr.: .33, 247 Pfarrkirche Moosbach (Oberösterreich) |
| ja BW | Datei hochladen | Pfarrerkapelle HERIS-ID: 84180 Objekt-ID: 98265                            | gegenüber Moosbach 4 Standort KG: Waasen | Ein Kapellenbildstock mit einer Nepomukstatue gegenüber dem ehemaligen alten Pfarrhof. | BDA-Hist.: Q38182160 Status: § 2a Stand der BDA-Liste: 2025-06-30 Name: Pfarrerkapelle GstNr.: 289/44                                                                    |
| ja    | Datei hochladen | Thalleidlkapelle HERIS-ID: 84211 Objekt-ID: 98297                          | bei Reisach 6 Standort KG: Waasen        | Die Mariahilf-Votivkapelle wurde 1850/51 vom Thalleidlbauern Johann Priewasser erbaut. Die gotisierende Kleinkirche mit Dachreiter wurde 2000–2002 renoviert. | BDA-Hist.: Q38182263 Status: § 2a Stand der BDA-Liste: 2025-06-30 Name: Thalleidlkapelle GstNr.: 1370/1                                                                  |